# 性梦爱三部曲：梦
是2024年上映的挪威劇情片，为挪威导演达格·约翰·豪格鲁德《性梦爱三部曲》最后一部，前两部为 《性梦爱三部曲：性》、《性梦爱三部曲：爱》，三部作品探讨了人际关系、性与社会规范复杂性。电影讲述艾拉·奥弗拜饰演的女学生约翰娜暗恋法语老师塞洛梅·埃姆内图，其记录这段关系的文字引发其母亲与祖母质疑师生二人为实现的梦想和欲望，继而挑起其家族内部的紧张关系及自我反省。
电影于2024年10月4日在挪威院线上映。2025年，电影入选第75屆柏林影展主竞赛单元，2025年2月19日在电影节全球首映，获金熊奖。

## 演员
- 艾拉·奥弗拜 饰 约翰妮（Johanne）
- 塞洛梅·埃姆内图 饰 约翰娜（Johanna）
- 安妮·达尔·托普（英语：Ane Dahl Torp） 饰 克里斯汀（Kristin），约翰妮的母亲
- 安妮·玛丽·雅各布森（英语：Anne Marit Jacobsen） 饰 卡琳（Karin），约翰妮的祖母
- 安德琳·赛瑟（英语：Andrine Sæther） 饰 安妮（Anne）

## 制片
2022年9月22日，Viaplay将《性梦爱三部曲》的制片工作交给导演达格·约翰·豪格鲁德。电影由挪威制片公司Motlys和Viaplay制作，挪威电影学院、北欧影视基金、奥斯陆电影基金会（Oslo Filmfond）和Arthaus提供支持。在《綜藝》杂志专访中，豪格鲁德表示自己是在克日什托夫·基斯洛夫斯基《三色》三部曲的启发下接手这个项目，计划用不同视角呈现三部讲述同一议题的电影。他认为三部电影应该给人不一样的感冠和感受，但也需要让人觉得它们都是在同一个对话里。

## 发行
电影于2024年10月4日在挪威院线上映。电影入选第75屆柏林影展主竞赛单元，于2025年2月19日在电影节上全球首映。电影定于2025年5月8日在德国上映，由阿拉莫德影业（Alamode Film）发行。

## 评价

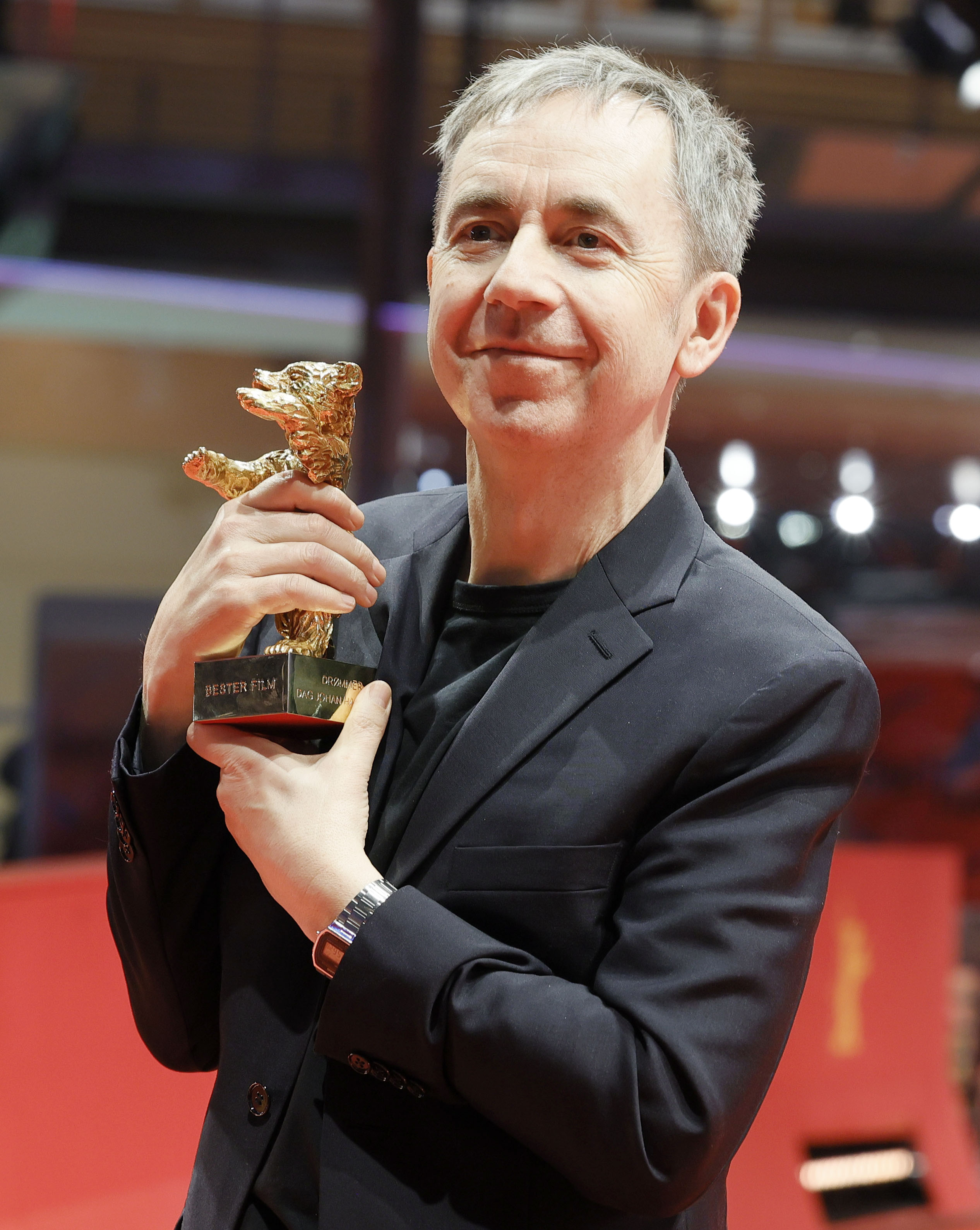
达格·约翰·豪格鲁德凭借电影拿下金熊奖

《卫报》影评人彼得·布拉德肖（Peter Bradshaw）给出4/5星评价，认为电影狡黠、对白多、好玩，与卢卡斯·穆迪森早期执导的《同窗的愛》有异曲同工之妙。
豪格鲁德在一年内完成三部风格各异的电影，展现了艺术创作的多样性，这种创作自由和实验精神在全球艺术界都有共鸣。

## 奖项

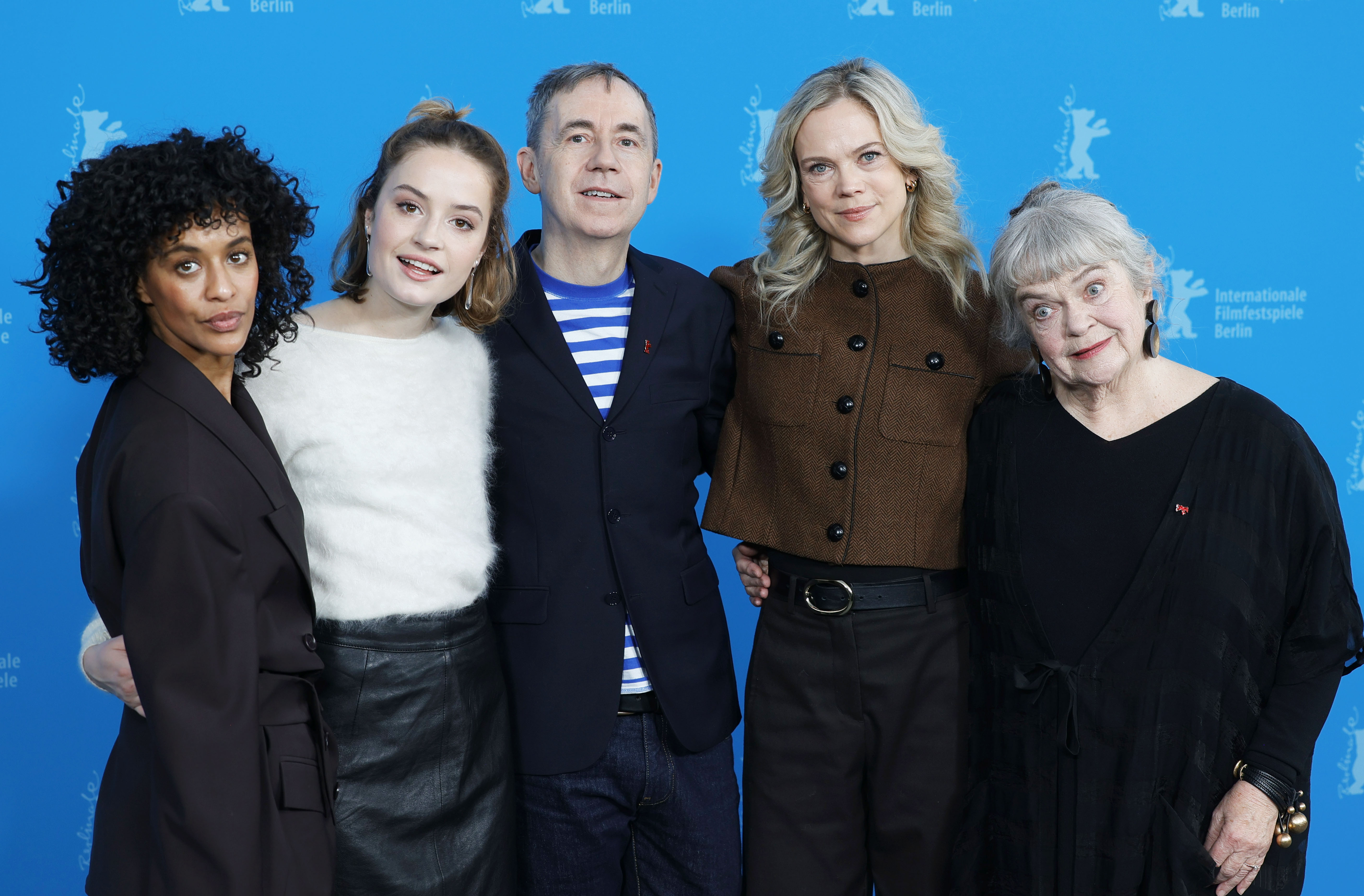
《性梦爱三部曲：梦》主创团队合影，从左到右依次为：塞洛梅·埃姆内图、艾拉·奥弗拜、达格·约翰·豪格鲁德、安妮·达尔·托普和安妮·玛丽·雅各布森

| 大奖           | 颁奖日期      | 奖项               | 获得者               | 结果 | 参考   |
| -------------- | ------------- | ------------------ | -------------------- | ---- | ------ |
| 柏林国际电影节 | 2025年2月23日 | 金熊奖             | 《性梦爱三部曲：梦》 | 獲獎 | [ 13 ] |
| 柏林国际电影节 | 2025年2月23日 | 費比西獎           | 《性梦爱三部曲：梦》 | 獲獎 | [ 14 ] |
| 柏林国际电影节 | 2025年2月23日 | 德国艺术电影协会奖 | 《性梦爱三部曲：梦》 | 獲獎 | [ 15 ] |